# オイローパ (客船・初代)
オイローパ（SS Europa、後のSS Liberté）は、1930年に建造されたオーシャン・ライナーで、所有は北ドイツ・ロイド社（略称NDL）。姉妹船にブレーメンが存在する。両船は類似していたが、全く同じではなかった（ブレーメンの方が全長が長い等）。

## 歴史
NDLはニューヨーク便の定期運航へ2隻を追加することを計画した。のちにオイローパと姉妹船ブレーメンとなったこの計画は、ブルーリボン賞を獲得するために搭載力機関を大型化、船体を拡張し、当初計画の3万5千総トンから約5万総トンへ大きく設計が変更された。巡航速度27.5ノット、大西洋を5日で横断できる仕様に高速化され、通常3隻を交代させる大西洋横断を2隻で1週間ごとに運航できるよう計画された。
しかし当初計画からの大型化に際して強度設計の見直しは行われず、両船とも強度上脆弱さが残され、高速航行で発生する船体振動など問題が生じた。
2隻はほぼ同時期に着工・完成し、オイローパが初便に就航する予定だったが、艤装中に火災によって沈没し、引き上げと復旧修理に時間を要したため、その完成と就航はブレーメンより数か月遅れた。
第二次世界大戦中、2隻はドイツによって抑留されていた。アシカ作戦に向けて輸送船として改造する案が提出され、その後、航空母艦に改造する案も出た。このような議論が進行していた中、戦時の物資不足から艤装品が次々取り外されていた。1945年のドイツ敗戦後、オイローパは連合国に捕獲され、輸送船として利用することが検討された。しかし数年間の放置と運行に必要な機器類が失われている問題（電気配線の転用や建造時の技術限界による船体強度不足など）が判明し、結局起用はされなかった。

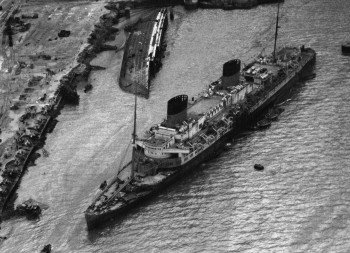
客船パリ（左上）の残骸付近で沈没するオイローパ（中央）

戦後オイローパはフランスに引き渡され、ノルマンディーの代わりとなる客船として整備を受けた。1946年には修理を受け、リベルテ（Liberté）という船名を与えられ1950年に改名後ニューヨークール・アーヴル航路に就航した。1961年にフランスの就航により役割を終え、1962年にスクラップとなった。